# Gauliga Westmark
Gauliga Westmark byla jedna z mnoha skupin Gauligy, nejvyšší fotbalové soutěže na území Německa v letech 1933 – 1945. Vytvořena byla v roce 1941 vyčleněním z Gauligy Südwest. Pořádala se na území Sárska, a částečně i na území Porýní-Falce. Vítězové jednotlivých skupin Gauligy postupovali do celostátní soutěže, která trvala necelý měsíc, v níž se kluby utkávaly vyřazovacím způsobem.
Zanikla v roce 1945 po pádu nacistického Německa. Po jeho zániku bylo území Gauligy Westmark začleněno pod Oberligu Südwest a sárskou nejvyšší soutěž Ehrenligu.

## Nejlepší kluby v historii - podle počtu titulů
Zdroj: 
| Vítězové nejvyšší ligové soutěže |        |                 |
| Klub                             | Tituly | Vítězné ročníky |
| FV Saarbrücken                   | 2      | 1943, 1944      |
| 1. FC Kaiserslautern             | 1      | 1942            |

## Vítězové jednotlivých ročníků
Zdroj: 
| Gauliga Westmark (1941 – 1945)                                                                           |                          |                                 |               |
| Ročník                                                                                                   | Vítěz Gauligy            | Umístění v německém mistrovství | Německý mistr |
| 1941 – 1942                                                                                              | 1. FC Kaiserslautern (1) | Osmifinále                      | FC Schalke 04 |
| 1942 – 1943                                                                                              | FV Saarbrücken (1)       | Finále                          | Dresdner SC   |
| 1943 – 1944                                                                                              | KSG Saarbrücken (2)      | Čtvrtfinále                     | Dresdner SC   |
| • Gauliga byla v sezóně 1944/45 zrušena, a to kvůli přesunutí bojů druhé světové války na území Německa. |                          |                                 |               |